# L'Afrique de Marmol
L'Afrique de Marmol est le titre français du livre Descripción General de África de l'historien et voyageur espagnol Luis del Mármol Carvajal (1524–1600). Publiée entre 1573 et 1599, cette œuvre est une des premières tentatives européennes d'offrir une vue d'ensemble détaillée de l'Afrique du Nord et de ses interactions avec le monde chrétien.

## Traductions
- Luis del Mármol Carvajal (trad. de l'espagnol), L'Afrique de Marmol, de la traduction de Nicolas Perrot, 1669 (lire en ligne)
- (ar) إفريقيا لمارمول كاربخال  (trad. عبد الرحمان يازاد), Rabat,‎ 1984